# Municipio de Madison (condado de Hancock, Ohio)
El municipio de Madison (en inglés: Madison Township) es un municipio ubicado en el condado de Hancock en el estado estadounidense de Ohio. En el año 2010 tenía una población de 844 habitantes y una densidad poblacional de 14,2 personas por km².

## Geografía
El municipio de Madison se encuentra ubicado en las coordenadas 40°51′54″N 83°39′35″O / 40.86500, -83.65972. Según la Oficina del Censo de los Estados Unidos, el municipio tiene una superficie total de 59.42 km², de la cual 59,35 km² corresponden a tierra firme y (0,11 %) 0,07 km² es agua.

## Demografía
Según el censo de 2010, había 844 personas residiendo en el municipio de Madison. La densidad de población era de 14,2 hab./km². De los 844 habitantes, el municipio de Madison estaba compuesto por el 97,63 % blancos, el 0,47 % eran afroamericanos, el 0,24 % eran asiáticos, el 0,36 % eran de otras razas y el 1,3 % eran de una mezcla de razas. Del total de la población el 2,25 % eran hispanos o latinos de cualquier raza.